# アルベルト・デラクア
アルベルト・デラクア（Alberto De'llaqua、1938年3月26日 - ）とは、イタリアのスタントマン、俳優である。

## 経歴
1950年代から1990年代にかけて活動した人物。変名を使うこともあり、コレ（コール）・キトッシュ、ロバート・ウィドマーク、アルバート（アル）・ウォーターマン、アルバート・ヴァーナがある。
元々はサーカス界にあり、業界の先輩であるフレディー・アンガーの紹介で映画界に入る。スタントマンとしては1963年の自国ロケのハリウッド超大作『クレオパトラ』にも参加しており、マカロニ・ウェスタンでは俳優の傍らスタントも数多くこなした。俳優としては1966年の『ガンマン無頼』や1968年の『七人の特命隊』では準主役級、日本では未公開のマカロニウエスタンでは主役作もある。同時代のスタントマンはキャリアを重ねると、指導者になることがあるが、彼は体技にこだわり、スタントの第一線を走り続けた。それ故に怪我との戦いだったと2020年にキングレコードから発売された『ガンマン無頼』のDVD映像特典インタビューで語っている。
特筆すべきは1979年の『サンゲリア』のゾンビの一人も彼だった。なお、ロベルト、アルナルド、オッタヴィアーノは兄弟で、アルベルトと同業者である。主な作品は1965年の『禿鷹のえさ』、1967年の『殴りこみ兄弟』、同じく1967年の『裏切りの荒野』、1973年の『空手アマゾネス』、1976年の『カリフォルニア/ジェンマの復讐の用心棒』（未公開）、1977年の『ラストトリガー/孤独の殺人者』（未公開）、1979年の『E.T.と警官』（未公開）、1989年の『マイアミ・コップス』、『カサブランカ・エクスプレス』（未公開）、『人喰地獄/ゾンビ復活』（未公開）ほか。